# Amadeo d’oro
Amadeo d’oro – złota lira sabaudzka księcia Wiktora Amadeusza I, o wartości 10 skudo, przedstawiająca popiersie władcy z jednej i tarczę herbową z drugiej strony.